# Osmia subfasciata
Osmia subfasciata là một loài Hymenoptera trong họ Megachilidae. Loài này được Cresson mô tả khoa học năm 1872.